# Ayuntamiento de Oviedo
El Ayuntamiento de Oviedo es la institución que se encarga de gobernar el concejo de Oviedo (capital de Asturias, España). El Ayuntamiento está liderado por el alcalde de Oviedo, el cual es elegido por los 27 concejales que componen el pleno del Ayuntamiento. En la actualidad, la alcaldía la ostenta Alfredo Canteli (independiente por el PP).

## Sede
El edificio del Ayuntamiento se halla en la plaza de la Constitución, en el centro de Oviedo. Fue diseñado en 1622 por Juan de Nava y finalizado en 1671. Tras ser gravemente dañado en la Guerra Civil, en 1940 se remodela la fachada y se instala una torre del reloj.

## Alcaldes
| Periodo   | Nombre                                                             | Partido                                    |
| --------- | ------------------------------------------------------------------ | ------------------------------------------ |
| 1979-1983 | Luis Riera Posada                                                  | Unión de Centro Democrático (UCD)          |
| 1983-1987 | Antonio Masip Hidalgo                                              | Federación Socialista Asturiana (FSA-PSOE) |
| 1987-1991 | Antonio Masip Hidalgo                                              | Federación Socialista Asturiana (FSA-PSOE) |
| 1991-1995 | Gabino de Lorenzo                                                  | Partido Popular (PP)                       |
| 1995-1999 | Gabino de Lorenzo                                                  | Partido Popular (PP)                       |
| 1999-2003 | Gabino de Lorenzo                                                  | Partido Popular (PP)                       |
| 2003-2007 | Gabino de Lorenzo                                                  | Partido Popular (PP)                       |
| 2007-2011 | Gabino de Lorenzo                                                  | Partido Popular (PP)                       |
| 2011-2015 | Gabino de Lorenzo (2011-2012) Agustín Iglesias Caunedo (2012-2015) | Partido Popular (PP)                       |
| 2015-2019 | Wenceslao López Martínez                                           | Federación Socialista Asturiana (FSA-PSOE) |
| 2019-2023 | Alfredo Canteli                                                    | Independiente por el Partido Popular (PP)  |
| 2023-act. | Alfredo Canteli                                                    | Independiente por el Partido Popular (PP)  |

## Pleno
El principal órgano de administración de la ciudad es el pleno del Ayuntamiento, esta cámara está formada por 27 concejales de 4 fuerzas políticas distintas.
| Partido político    | Partido político                                                                         | 1979   | 1983   | 1987   | 1991   | 1995   | 1999   | 2003   | 2007   | 2011   | 2015   | 2019   | 2023   |
| Partido político    | Partido político                                                                         | Ediles | Ediles | Ediles | Ediles | Ediles | Ediles | Ediles | Ediles | Ediles | Ediles | Ediles | Ediles |
|                     | Alianza Popular (AP)-Partido Popular (PP)                                                | 2      | 13     | 10     | 13     | 18     | 15     | 17     | 17     | 11     | 11     | 9      | 14     |
|                     | Federación Socialista Asturiana (FSA-PSOE)                                               | 11     | 13     | 12     | 10     | 6      | 10     | 8      | 9      | 6      | 5      | 8      | 7      |
|                     | Ciudadanos (CS)                                                                          | —      | —      | —      | —      | —      | —      | —      | —      | —      | 2      | 5      | 0      |
|                     | Somos-Podemos                                                                            | —      | —      | —      | —      | —      | —      | —      | —      | —      | 6      | 3      | 0      |
|                     | Vox                                                                                      | —      | —      | —      | —      | —      | —      | —      | —      | —      | 0      | 2      | 2      |
|                     | Partido Comunista de España (PCE)-Izquierda Unida (IU)-Convocatoria por Asturias (CxAst) | 2      | 1      | 1      | 2      | 3      | 2      | 2      | 0      | 3      | 3      | 0      | 3      |
|                     | Foro Asturias (FAC)                                                                      | —      | —      | —      | —      | —      | —      | —      | —      | 7      | 0      | 0      | 0      |
|                     | Asamblea de Ciudadanos por la Izquierda (ASCIZ)                                          | —      | —      | —      | —      | —      | —      | —      | 1      | 0      | —      | —      | —      |
|                     | Unión de Centro Democrático (UCD)-Centro Democrático y Social (CDS)                      | 12     | —      | 4      | 2      | —      | —      | —      | —      | —      | —      | —      | —      |
| Total de concejales | Total de concejales                                                                      | 27     | 27     | 27     | 27     | 27     | 27     | 27     | 27     | 27     | 27     | 27     | 27     |

### Composición 2023-2027
Esta cámara se constituyó el 17 de junio de 2023, dando comienzo a la corporación 2023-2027, con base en los resultados obtenidos en las elecciones municipales del 28 de mayo de 2023.
El gobierno municipal está constituido íntegramente por el Partido Popular y es liderado por el alcalde Canteli. Está formado por nueve concejales de Gobierno y cuatro concejales Delegados, los cuales se encargan de un área concreta propia de una Concejalía de Gobierno. Tres de esos concejales son también tenientes de alcalde.
| Pleno del Ayuntamiento en la Corporación 2023-2027 | Pleno del Ayuntamiento en la Corporación 2023-2027 | Pleno del Ayuntamiento en la Corporación 2023-2027 | Pleno del Ayuntamiento en la Corporación 2023-2027                                                                                                 | Pleno del Ayuntamiento en la Corporación 2023-2027 |
| N.º                                                | Partido                                            | Partido                                            | Persona | Cargo/observaciones                                |
| Gobierno                                           | Gobierno                                           | Gobierno                                           | Gobierno | Gobierno                                           |
| -------------------------------------------------- | -------------------------------------------------- | -------------------------------------------------- | --- | -------------------------------------------------- |
| 1                                                  |                                                    | PP                                                 | Alfredo Canteli Fernández | Alcalde de Oviedo                                  |
| 2                                                  | Mario Arias Navia                                  | PP                                                 | Primer teniente de alcalde, concejal de Interior, Relaciones Institucionales, Atención Ciudadana, Participación y Distritos                        |                                                    |
| 3                                                  | Ignacio Cuesta Areces                              | PP                                                 | Segundo teniente de alcalde, concejal de Gobierno de Planeamiento y Gestión Urbanística, Medio Ambiente, Infraestructuras y Proyectos Estratégicos |                                                    |
| 4                                                  | María Concepción Méndez Suárez                     | PP                                                 | Tercer teniente de alcalde, concejala de Gobierno de Educación, Deportes, Salud Pública y Consumo                                                  |                                                    |
| 5                                                  | Leticia González Álvarez                           | PP                                                 | Concejala de Gobierno de Economía, Transformación Digital y Políticas Sociales                                                                     |                                                    |
| 6                                                  | Alfredo García Quintana                            | PP                                                 | Concejal de Gobierno de Hostelería, Turismo y Congresos                                                                                            |                                                    |
| 7                                                  | José Ramón Prado Pérez                             | PP                                                 | Concejal de Gobierno de Seguridad Ciudadana |                                                    |
| 8                                                  | Covadonga Díaz Álvarez                             | PP                                                 | Concejala de Gobierno de Juventud, Festejos y Centros Sociales                                                                                     |                                                    |
| 9                                                  | José Ramón Pando                                   | PP                                                 | Concejal de Gobierno de Licencias y Disciplina Urbanística, Servicios Básicos                                                                      |                                                    |
| 10                                                 | Lourdes García López                               | PP                                                 | Concejala Delegada de Educación, Salud Pública y Consumo                                                                                           |                                                    |
| 11                                                 | David Álvarez Menéndez                             | PP                                                 | Concejal de Gobierno de Cultura |                                                    |
| 12                                                 | Adelina Velasco Muñiz                              | PP                                                 | Concejala Delegada de Políticas Sociales |                                                    |
| 13                                                 | Daniel Tarrio Aladro                               | PP                                                 | Concejal Delegado de Servicios Básicos |                                                    |
| 14                                                 | Rosario Suárez Fernández                           | PP                                                 | Concejala Delegada de Centros Sociales |                                                    |
| Oposición                                          |                                                    |                                                    | |                                                    |
| 15                                                 |                                                    | FSA-PSOE                                           | Carlos Fernández Llaneza | Portavoz del Grupo Municipal Socialista            |
| 16                                                 | Natalia Sánchez Santa Bárbara                      | FSA-PSOE                                           | |                                                    |
| 17                                                 | Javier Ballina Díaz                                | FSA-PSOE                                           | |                                                    |
| 18                                                 | Sonia María Fidalgo González                       | FSA-PSOE                                           | |                                                    |
| 19                                                 | Jorge García Monsalve                              | FSA-PSOE                                           | |                                                    |
| 20                                                 | María Luisa Ponga Martos                           | FSA-PSOE                                           | |                                                    |
| 21                                                 | Juan Enrique Miguel Álvarez Areces                 | FSA-PSOE                                           | |                                                    |
| 22                                                 |                                                    | Vox                                                | Sonsoles Peralta López | Portavoz del Grupo Municipal Vox                   |
| 23                                                 | Elena Figaredo Sanjuan                             | Vox                                                | |                                                    |
| 24                                                 | Alejandra González Roque                           | Vox                                                | |                                                    |
| 25                                                 |                                                    | CxOviedo                                           | Gaspar Llamazares Trigo | Portavoz del Grupo Municipal IU                    |
| 26                                                 | Cristina Pontón García                             | CxOviedo                                           | |                                                    |
| 27                                                 | Alejandro Suárez González                          | CxOviedo                                           | |                                                    |

### Composición 2019-2023
Esta cámara se constituyó el 15 de junio de 2019, dando comienzo a la Corporación 2019-2023, en base a los resultados obtenidos en las elecciones municipales del 26 de mayo de 2019.
Nueve de esos concejales son Concejales de Gobierno y fueron seleccionados por el alcalde Canteli para constituir la Junta de Gobierno. Se les otorgó unas competencias administrativas para ayudarle en su gestión. Otras dos concejales son Concejales Delegados, es decir se encargan de áreas concretas de una Concejalía de Gobierno. Un concejal de gobierno, Ignacio Cuesta, actúa de Teniente de Alcalde. 
| Pleno del Ayuntamiento en la Corporación 2023-2027 | Pleno del Ayuntamiento en la Corporación 2023-2027 | Pleno del Ayuntamiento en la Corporación 2023-2027 | Pleno del Ayuntamiento en la Corporación 2023-2027                                                          | Pleno del Ayuntamiento en la Corporación 2023-2027 |
| N.º                                                | Partido                                            | Partido                                            | Persona | Cargo/observaciones                                |
| Gobierno                                           | Gobierno                                           | Gobierno                                           | Gobierno | Gobierno                                           |
| -------------------------------------------------- | -------------------------------------------------- | -------------------------------------------------- | --- | -------------------------------------------------- |
| 1                                                  |                                                    | PP                                                 | Alfredo Canteli                                                                                             | Alcalde                                            |
| 2                                                  | Alfredo García Quintana                            | PP                                                 | Concejal de Gobierno de Hostelería, Turismo y Congresos                                                     |                                                    |
| 3                                                  | Covadonga Díaz Alvarez                             | PP                                                 | Concejala de Gobierno de Juventud                                                                           |                                                    |
| 4                                                  | Gerardo Antuña Peñalosa                            | PP                                                 | Concejal de Gobierno de Contratación y Servicios Básicos                                                    |                                                    |
| 5                                                  | Javier Cuesta Menéndez                             | PP                                                 | Concejal de Gobierno de Economía, Transformación Digital y Comunicación                                     |                                                    |
| 6                                                  | Jose Ramón Prado Pérez                             | PP                                                 | Concejal de Gobierno de Seguridad Ciudadana                                                                 |                                                    |
| 7                                                  | Leticia González Álvarez                           | PP                                                 | Concejala Delegada de Políticas Sociales                                                                    |                                                    |
| 8                                                  | Maria Concepción Méndez Suárez                     | PP                                                 | Concejala de Gobierno de Políticas Sociales y Deportes                                                      |                                                    |
| 9                                                  | Mario Arias Navia                                  | PP                                                 | Concejal de Gobierno de Interior, Relaciones Institucionales y Atención Ciudadana                           |                                                    |
| Oposición                                          |                                                    |                                                    | |                                                    |
| 10                                                 |                                                    | FSA-PSOE                                           | Ana Rivas Suárez                                                                                            |                                                    |
| 11                                                 | Diego Valiño Seva                                  | FSA-PSOE                                           | |                                                    |
| 12                                                 | Fidel Rodríguez Suárez                             | FSA-PSOE                                           | |                                                    |
| 13                                                 | Lucía Falcón García                                | FSA-PSOE                                           | |                                                    |
| 14                                                 | Marisa Ponga Martos                                | FSA-PSOE                                           | |                                                    |
| 15                                                 | Natalia Sánchez Santa Bárbara                      | FSA-PSOE                                           | |                                                    |
| 16                                                 | Ricardo Fernández Rodríguez                        | FSA-PSOE                                           | |                                                    |
| 17                                                 | Wenceslao López Martínez                           | FSA-PSOE                                           | |                                                    |
| 18                                                 |                                                    | CS                                                 | Alfonso Pereira Conde                                                                                       |                                                    |
| 19                                                 | Luis Pacho Ferreras                                | CS                                                 | |                                                    |
| 20                                                 |                                                    | Somos Oviedo                                       | Ignacio Fernández del Páramo                                                                                |                                                    |
| 21                                                 | Rubén Rosón Fernández                              | Somos Oviedo                                       | |                                                    |
| 22                                                 | Ana Taboada Coma                                   | Somos Oviedo                                       | |                                                    |
| 23                                                 |                                                    | Vox                                                | Cristina Coto de la Mata                                                                                    |                                                    |
| 24                                                 |                                                    | No adscritos                                       | Hugo Huerta Cabezas                                                                                         |                                                    |
| 25                                                 | Jose Luis Costillas Gutiérrez                      | No adscritos                                       | Concejal de Gobierno de Educación, Cultura, Centros Sociales, Salud Pública y Consumo                       |                                                    |
| 26                                                 | Lourdes García López                               | No adscritos                                       | Concejal Delegada de Centros Sociales, Educación, Salud Pública y Consumo                                   |                                                    |
| 27                                                 | Ignacio Cuesta Areces                              | No adscritos                                       | Primer Teniente de Alcalde. Concejal de Gobierno de Urbanismo, Medio Ambiente, Infraestructuras y Distritos |                                                    |

## Resultados electorales
| Partido político                                | 2023   | 2023  | 2023       | 2019   | 2019  | 2019       | 2015   | 2015  | 2015       | 2011   | 2011  | 2011       | 2007   | 2007  | 2007       |
| Partido político                                | Votos  | %     | Concejales | Votos  | %     | Concejales | Votos  | %     | Concejales | Votos  | %     | Concejales | Votos  | %     | Concejales |
| Partido Popular (PP)                            | 46 849 | 48,42 | 14         | 35 413 | 31,86 | 9          | 36 962 | 34,39 | 11         | 39 736 | 33,79 | 11         | 64 237 | 55,97 | 17         |
| Federación Socialista Asturiana (FSA-PSOE)      | 26 632 | 24,17 | 7          | 29 385 | 26,44 | 8          | 19 383 | 18,04 | 5          | 23 886 | 20,31 | 6          | 34 331 | 29,91 | 9          |
| Vox                                             | 11 907 | 10,80 | 3          | 7690   | 6,91  | 2          | 1479   | 1,38  | 0          | —      | —     | —          | —      | —     | —          |
| Izquierda Unida (IU)                            | 11 191 | 10,15 | 3          | 4194   | 3,77  | 0          | 9917   | 9,23  | 3          | 13 394 | 11,39 | 3          | 4244   | 3,70  | 0          |
| Podemos-Somos Oviedo                            | 4906   | 4,45  | 0          | 12 898 | 11,68 | 3          | 20 459 | 19,04 | 6          | —      | —     | —          | —      | —     | —          |
| Foro Asturias (FAC)                             | 2972   | 2,69  | 0          | 1130   | 1,01  | 0          | 4173   | 3,88  | 0          | 24 315 | 20,67 | 7          | —      | —     | —          |
| Ciudadanos (CS)                                 | 1681   | 1,52  | 0          | 17 934 | 16,13 | 5          | 9099   | 8,47  | 2          | —      | —     | —          | —      | —     | —          |
| Asamblea de Ciudadanos por la Izquierda (ASCIZ) | —      | —     | —          | —      | —     | —          | —      | —     | —          | 3739   | 3,18  | 0          | 7198   | 6,27  | 1          |

## Evolución de la deuda viva municipal
El concepto de deuda viva contempla sólo las deudas con cajas y bancos relativas a créditos financieros, valores de renta fija y préstamos o créditos transferidos a terceros, excluyéndose, por tanto, la deuda comercial.
| Gráfica de evolución de la deuda viva del Ayuntamiento entre 2008 y 2023                         |
|                                                                                                  |
| Deuda viva del Ayuntamiento de Oviedo, en miles de euros, según datos del Ministerio de Hacienda |